# Disznóháború (1906–1908)
A disznóháború (szerbül: Свињски рат/Svinjski rat) vagy vámháború (szerbül: Царински рат/Carinski rat) egy kereskedelmi háború volt Ausztria–Magyarország és a Szerb Királyság között 1906 és 1908 között, melynek során a Habsburgok sikertelenül vámblokádot vezettek be a szerb sertéshús ellen.

## Háttér
A 20. század elején Szerbia gazdaságilag az Osztrák-Magyar Monarchiától függött, fő exportcikke a sertéshús volt, amelynek nagy részét Ausztria-Magyarország vásárolta fel. Részesedése a szerb exportban elérte a 86%-ot. Nőtt a szerb államadósság is, melynek fő hitelezője Ausztria-Magyarország volt. Amikor Szerbia megpróbálta kijátszani a Habsburgok gazdasági és politikai ellenőrzését, és kapcsolatokat kezdett építeni más országokkal, különösen Bulgáriával, Németországgal és Franciaországgal, a magyar kormány úgy döntött, hogy gazdasági szankciókkal bünteti a szerbeket. A balkáni helyzet súlyosbodása miatt Szerbia intézkedett hadseregének megerősítésére, Ausztria-Magyarország pedig ennek akadályozása mellett döntött. Az Ausztria-Magyarországtól való gazdasági függésének csökkentése érdekében Szerbia nem osztrák-magyar, hanem francia hadianyagot kezdett importálni. Szerbia szándéka az volt, hogy Németországban tüzérségi fegyvereket szerezzen a Krupptól, Franciaországban pedig a Schneider-Creusot-tól, tekintettel arra, hogy ezen országok pénzügyi piacain keresett kölcsönt. 1904-ben kereskedelmi szerződést kötött Németországgal, 1905-ben pedig vámuniót kötött Bulgáriával, amely véget vetett a vámmal terhelt osztrák áruk értékesítésének Szerbiában.

## A konfliktus lefolyása
A gazdaságpolitika kialakításához régóta szokott Ausztria-Magyarország válaszul 1906 áprilisában lezárta határait a szerb sertéshús előtt. Szerbia nem volt hajlandó meghajolni Bécs előtt, francia befektetéseket szerzett új húsfeldolgozó üzemek építésére a nemzetközi kereskedelem számára, elkezdett anyagokat rendelni az osztrák-magyar rivális Németországtól, és nyomást gyakorolt az osztrák-magyar fennhatóság alatt álló Bosznia-Hercegovinára, hogy az Adriai-tengeren kereskedjenek. Emiatt Ausztria-Magyarország 1908 márciusára engedett a megszorításokból. Így, noha a kereskedelmi háborúnak minden józan számítás szerint Szerbia vereségével kellett volna végződnie („Szerbia belefullad saját zsírjába” - remélték a Monarchia fővárosaiban), ehelyett megerősödve, gazdaságilag jelentős mértékben függetlenedve került ki belőle 1911-ben, bár ez a függetlenség elég törékeny volt, lévén hogy az országnak nem volt tengeri kijárata. Éppen ezért, a vámháborút követően még inkább megerősödött Belgrádban az a felismerés, hogy Szerbiának szüksége van biztos útvonalakra kiviteléhez, vagyis kijáratra a tengerhez.

## Fordítás
- Ez a szócikk részben vagy egészben  a   Pig War (1906–1908) című angol Wikipédia-szócikk ezen változatának fordításán alapul.  Az eredeti cikk szerkesztőit annak laptörténete sorolja fel. Ez a jelzés csupán a megfogalmazás eredetét és a szerzői jogokat jelzi, nem szolgál a cikkben szereplő információk forrásmegjelöléseként.